# Liste der Baudenkmäler in Bruneck
Die Liste der Baudenkmäler in Bruneck (italienisch Brunico) enthält die 165 als Baudenkmäler ausgewiesenen Objekte auf dem Gebiet der Gemeinde Bruneck in Südtirol.
Basis ist das im Internet einsehbare offizielle Verzeichnis der Baudenkmäler in Südtirol. Dabei kann es sich beispielsweise um Sakralbauten, Wohnhäuser, Bauernhöfe und Adelsansitze handeln. Die Reihenfolge in dieser Liste orientiert sich an der Bezeichnung, alternativ ist sie auch nach der Adresse oder dem Datum der Unterschutzstellung sortierbar.

## Liste
| Foto |                 | Bezeichnung                                                                        | Standort                                              | Eintragung                   | Beschreibung | Metadaten                                                                      |
| ---- | --------------- | ---------------------------------------------------------------------------------- | ----------------------------------------------------- | ---------------------------- | --- | ------------------------------------------------------------------------------ |
| ja   | Datei hochladen | Adl ID: 14343                                                                      | 46° 48′ 53″ N, 11° 56′ 45″ O                          | 24. Aug. 1987 (BLR-LAB 5081) | Ländliches Wohnhaus/Bauernhof                                                                                           | KG: Aufhofen Bauparzelle: 51                                                   |
| ja   | Datei hochladen | Altes Spital ID: 14425                                                             | 46° 47′ 47″ N, 11° 56′ 26″ O                          | 24. Aug. 1987 (BLR-LAB 5082) | Spital | KG: Bruneck Bauparzelle: 225/1                                                 |
| ja   | Datei hochladen | Angerburg ID: 14468                                                                | 46° 46′ 37″ N, 11° 57′ 14″ O                          | 13. Jan. 1951 (MD)           | Ansitz | KG: Reischach Bauparzelle: 16, 17                                              |
| ja   | Datei hochladen | Angerlehen ID: 14467                                                               | 46° 46′ 38″ N, 11° 57′ 6″ O                           | 24. Aug. 1987 (BLR-LAB 5081) | Ländliches Wohnhaus/Bauernhof                                                                                           | KG: Reischach Bauparzelle: 11/1 Grundparzelle: 31, 32/6                        |
| ja   | Datei hochladen | Ansiedel mit Nebengebäuden und Park ID: 14350                                      | 46° 47′ 36″ N, 11° 56′ 36″ O                          | 4. Feb. 1977 (BLR-LAB 584)   | Ansitz | KG: Bruneck Bauparzelle: 1724, 1725, 6, 8, 9                                   |
| ja   | Datei hochladen | Ansiedl mit Garten ID: 14346                                                       | 46° 48′ 58″ N, 11° 56′ 45″ O                          | 3. Mai 1989 (BLR-LAB 2449)   | ursprüngliche Struktur wohl aus dem 12. Jahrhundert, später zu Ansitz umgebaut                                          | KG: Aufhofen Bauparzelle: 68 Grundparzelle: 879                                |
| ja   | Datei hochladen | Ansitz Stegen mit Wirtschaftsgebäude und Hofraum ID: 14431                         | 46° 47′ 48″ N, 11° 55′ 54″ O                          | 16. Nov. 1962 (MD)           | Ansitz | KG: Bruneck Bauparzelle: 292, 293 Grundparzelle: 504/2, 504/3, 504/5, 505, 993 |
| ja   | Datei hochladen | Aschgut ID: 14453                                                                  | 46° 48′ 14″ N, 11° 56′ 57″ O                          | 24. Aug. 1987 (BLR-LAB 5081) | Ansitz | KG: Dietenheim Bauparzelle: 5/1                                                |
| ja   | Datei hochladen | Backofen beim Ober- und Unterhuber ID: 18049                                       | 46° 46′ 42″ N, 11° 56′ 50″ O                          | 24. Aug. 1987 (BLR-LAB 5081) | Backofen | KG: Reischach Bauparzelle: 116                                                 |
| ja   | Datei hochladen | Bildstock an der Straße nach Dietenheim ID: 14448                                  | 46° 47′ 52″ N, 11° 56′ 32″ O                          | 24. Aug. 1987 (BLR-LAB 5082) | Bildstock | KG: Bruneck Grundparzelle: 382                                                 |
| ja   | Datei hochladen | Bildstock an der Straße nach St. Georgen ID: 14449                                 | 46° 48′ 11″ N, 11° 56′ 19″ O                          | 24. Aug. 1987 (BLR-LAB 5082) | spätgotischer Bildstock aus Granit, wohl um 1600 errichtet, ursprünglich möglicherweise ein Peststöckl                  | KG: Bruneck Grundparzelle: 460/1                                               |
| ja   | Datei hochladen | Bildstock an der Straße nach Taufers ID: 14450                                     | 46° 47′ 56″ N, 11° 56′ 18″ O                          | 24. Aug. 1987 (BLR-LAB 5082) | Bildstock | KG: Bruneck Grundparzelle: 478                                                 |
| ja   | Datei hochladen | Breitenberger mit Kapelle in Stegen ID: 14444                                      | 46° 47′ 49″ N, 11° 54′ 40″ O                          | 24. Aug. 1987 (BLR-LAB 5082) | Ländliches Wohnhaus/Bauernhof                                                                                           | KG: Bruneck Bauparzelle: 475/2, 476                                            |
| ja   | Datei hochladen | Bruder-Willram-Straße 11 ID: 14422                                                 | Bruder-Willram-Straße 11 46° 47′ 46″ N, 11° 56′ 28″ O | 24. Aug. 1987 (BLR-LAB 5082) | Ländliches Wohnhaus/Bauernhof                                                                                           | KG: Bruneck Bauparzelle: 208/1                                                 |
| ja   | Datei hochladen | Brugger ID: 14480                                                                  | 46° 48′ 59″ N, 11° 55′ 59″ O                          | 24. Aug. 1987 (BLR-LAB 5081) | Ländliches Wohnhaus/Bauernhof                                                                                           | KG: Sankt Georgen Bauparzelle: 3                                               |
| ja   | Datei hochladen | Ehemaliger Gasthof Goldener Stern ID: 14390                                        | 46° 47′ 47″ N, 11° 56′ 17″ O                          | 14. Okt. 1985 (BLR-LAB 5190) | Ländliches Wohnhaus/Bauernhof                                                                                           | KG: Bruneck Bauparzelle: 112                                                   |
| ja   | Datei hochladen | Florianitor ID: 14389                                                              | 46° 47′ 46″ N, 11° 56′ 16″ O                          | 24. Aug. 1987 (BLR-LAB 5082) | Befestigungsanlagen | KG: Bruneck Bauparzelle: 110, 111                                              |
| ja   | Datei hochladen | Gasper-Stöckl in Stegen ID: 14445                                                  | 46° 47′ 51″ N, 11° 55′ 37″ O                          | 24. Aug. 1987 (BLR-LAB 5082) | Bildstock | KG: Bruneck Bauparzelle: 510                                                   |
| ja   | Datei hochladen | Gasthaus Lamm ID: 14424                                                            | 46° 47′ 46″ N, 11° 56′ 26″ O                          | 24. Aug. 1987 (BLR-LAB 5082) | Gasthaus | KG: Bruneck Bauparzelle: 224                                                   |
| ja   | Datei hochladen | Gasthof Goldener Hirsch ID: 14368                                                  | Stadtgasse 46 46° 47′ 45″ N, 11° 56′ 18″ O            | 20. Juni 1951 (MD)           | Gasthaus | KG: Bruneck Bauparzelle: 55                                                    |
| ja   | Datei hochladen | Gebäude Galler ID: 50552                                                           | 46° 47′ 53″ N, 11° 56′ 21″ O                          | 25. Juli 2011 (BLR-LAB 1133) | Städtisches Wohnhaus | KG: Bruneck Bauparzelle: 239, 241/1                                            |
| ja   | Datei hochladen | Gerichtsgebäude ID: 14429                                                          | 46° 47′ 45″ N, 11° 56′ 10″ O                          | 24. Aug. 1987 (BLR-LAB 5082) | Verwaltungsbau | KG: Bruneck Bauparzelle: 286                                                   |
| ja   | Datei hochladen | Getreuenstein ID: 14455                                                            | 46° 48′ 12″ N, 11° 57′ 8″ O                           | 13. Jan. 1951 (MD)           | Ansitz | KG: Dietenheim Bauparzelle: 12                                                 |
| ja   | Datei hochladen | Gießbach ID: 14488                                                                 | 46° 49′ 4″ N, 11° 55′ 51″ O                           | 13. Jan. 1951 (MD)           | Ansitz | KG: Sankt Georgen Bauparzelle: 47                                              |
| ja   | Datei hochladen | Giuseppe-Verdi-Straße 18 mit Garten ID: 14437                                      | Giuseppe-Verdi-Straße 18 46° 47′ 55″ N, 11° 56′ 2″ O  | 24. Aug. 1987 (BLR-LAB 5082) | Villa/Sommerfrischhaus                                                                                                  | KG: Bruneck Bauparzelle: 380                                                   |
| ja   | Datei hochladen | Graben 30 mit Garten ID: 14391                                                     | Graben 30 46° 47′ 47″ N, 11° 56′ 18″ O                | 24. Aug. 1987 (BLR-LAB 5082) | Städtisches Wohnhaus | KG: Bruneck Bauparzelle: 115                                                   |
| ja   | Datei hochladen | Graben 32 ID: 14392                                                                | Graben 32 46° 47′ 47″ N, 11° 56′ 19″ O                | 24. Aug. 1987 (BLR-LAB 5082) | Städtisches Wohnhaus | KG: Bruneck Bauparzelle: 116                                                   |
| ja   | Datei hochladen | Graben 34 ID: 14393                                                                | Graben 34 46° 47′ 47″ N, 11° 56′ 20″ O                | 6. Nov. 1951 (MD)            | Städtisches Wohnhaus | KG: Bruneck Bauparzelle: 117                                                   |
| ja   | Datei hochladen | Gremsen ID: 14489                                                                  | 46° 49′ 3″ N, 11° 55′ 51″ O                           | 13. Jan. 1951 (MD)           | Ländliches Wohnhaus/Bauernhof                                                                                           | KG: Sankt Georgen Bauparzelle: 50                                              |
| ja   | Datei hochladen | Hanslmair ID: 14483                                                                | 46° 48′ 55″ N, 11° 56′ 4″ O                           | 24. Aug. 1987 (BLR-LAB 5081) | Ländliches Wohnhaus/Bauernhof                                                                                           | KG: Sankt Georgen Bauparzelle: 12                                              |
| ja   | Datei hochladen | Hattler in Gießbach ID: 14487                                                      | 46° 49′ 8″ N, 11° 55′ 52″ O                           | 24. Aug. 1987 (BLR-LAB 5081) | Ländliches Wohnhaus/Bauernhof                                                                                           | KG: Sankt Georgen Bauparzelle: 41                                              |
| ja   | Datei hochladen | Hebenstreit ID: 14452                                                              | 46° 48′ 15″ N, 11° 56′ 53″ O                          | 13. Jan. 1951 (MD)           | Ansitz | KG: Dietenheim Bauparzelle: 1/1, 1/2                                           |
| ja   | Datei hochladen | Heldenfriedhof und Kapelle ID: 14447                                               | 46° 47′ 36″ N, 11° 56′ 16″ O                          | 24. Aug. 1987 (BLR-LAB 5082) | Friedhof | KG: Bruneck Bauparzelle: 1135 Grundparzelle: 1799                              |
| ja   | Datei hochladen | Hofbauer ID: 14490                                                                 | 46° 49′ 2″ N, 11° 55′ 41″ O                           | 13. Jan. 1951 (MD)           | Ländliches Wohnhaus/Bauernhof                                                                                           | KG: Sankt Georgen Bauparzelle: 54                                              |
| ja   | Datei hochladen | Hofer ID: 14469                                                                    | 46° 46′ 38″ N, 11° 57′ 27″ O                          | 13. Jan. 1951 (MD)           | Ländliches Wohnhaus/Bauernhof                                                                                           | KG: Reischach Bauparzelle: 26/1, 26/2                                          |
| ja   | Datei hochladen | Kanins ID: 14481                                                                   | 46° 48′ 58″ N, 11° 56′ 3″ O                           | 5. Feb. 2001 (BLR-LAB 306)   | Ländliches Wohnhaus/Bauernhof                                                                                           | KG: Sankt Georgen Bauparzelle: 4                                               |
| BW   | Datei hochladen | Kapelle beim Greiter ID: 14478                                                     | 46° 46′ 43″ N, 11° 58′ 43″ O                          | 24. Aug. 1987 (BLR-LAB 5081) | Kapelle | KG: Reischach Bauparzelle: 190                                                 |
| BW   | Datei hochladen | Kapelle beim Treyer ID: 14470                                                      | 46° 46′ 10″ N, 11° 56′ 0″ O                           | 24. Aug. 1987 (BLR-LAB 5081) | Kapelle | KG: Reischach Bauparzelle: 80                                                  |
| ja   | Datei hochladen | Kapplerstöckl ID: 14475                                                            | 46° 46′ 55″ N, 11° 57′ 13″ O                          | 13. Jan. 1951 (MD)           | Kapelle | KG: Reischach Bauparzelle: 117                                                 |
| ja   | Datei hochladen | Kapuzinerkirche zur Heiligen Dreifaltigkeit ID: 14426                              | 46° 47′ 50″ N, 11° 56′ 26″ O                          | 24. Aug. 1987 (BLR-LAB 5082) | Kirche | KG: Bruneck Bauparzelle: 232                                                   |
| ja   | Datei hochladen | Karl-Meusburger-Schule ID: 14432                                                   | Graben 1 46° 47′ 44″ N, 11° 56′ 7″ O                  | 24. Aug. 1987 (BLR-LAB 5082) | Schule | KG: Bruneck Bauparzelle: 314                                                   |
| ja   | Datei hochladen | Karl-Told-Straße 1A mit Garten ID: 14430                                           | Karl-Told-Straße 1A 46° 47′ 56″ N, 11° 56′ 14″ O      | 24. Aug. 1987 (BLR-LAB 5082) | Villa/Sommerfrischhaus                                                                                                  | KG: Bruneck Bauparzelle: 290/3 Grundparzelle: 482/3                            |
| ja   | Datei hochladen | Katharinagasse 2 ID: 14379                                                         | Katharinagasse 2 46° 47′ 41″ N, 11° 56′ 13″ O         | 24. Aug. 1987 (BLR-LAB 5082) | Städtisches Wohnhaus | KG: Bruneck Bauparzelle: 74                                                    |
| ja   | Datei hochladen | Katharinagasse 6 ID: 14378                                                         | Katharinagasse 6 46° 47′ 41″ N, 11° 56′ 14″ O         | 29. Jan. 1952 (MD)           | Städtisches Wohnhaus | KG: Bruneck Bauparzelle: 71, 72, 73                                            |
| ja   | Datei hochladen | Katharinagasse 8 ID: 14377                                                         | Katharinagasse 8 46° 47′ 41″ N, 11° 56′ 14″ O         | 29. Jan. 1952 (MD)           | Städtisches Wohnhaus | KG: Bruneck Bauparzelle: 70                                                    |
| ja   | Datei hochladen | Katharinagasse 8A–B ID: 18045                                                      | Katharinagasse 8A–B 46° 47′ 41″ N, 11° 56′ 15″ O      | 24. Aug. 1987 (BLR-LAB 5082) | Städtisches Wohnhaus | KG: Bruneck Bauparzelle: 68/2                                                  |
| ja   | Datei hochladen | Katharinagasse 10–14 ID: 14375                                                     | Katharinagasse 10–14 46° 47′ 42″ N, 11° 56′ 16″ O     | 29. Jan. 1952 (MD)           | Städtisches Wohnhaus | KG: Bruneck Bauparzelle: 68/1                                                  |
| ja   | Datei hochladen | Katharinagasse 16 ID: 14374                                                        | Katharinagasse 16 46° 47′ 42″ N, 11° 56′ 17″ O        | 24. Aug. 1987 (BLR-LAB 5082) | Städtisches Wohnhaus | KG: Bruneck Bauparzelle: 67                                                    |
| ja   | Datei hochladen | Kirchbergerhaus ID: 14373                                                          | Stadtgasse 62 46° 47′ 43″ N, 11° 56′ 15″ O            | 14. Jan. 1985 (BLR-LAB 121)  | Städtisches Wohnhaus | KG: Bruneck Bauparzelle: 63                                                    |
| BW   | Datei hochladen | Kornkasten beim Haidacher ID: 14345                                                | 46° 48′ 55″ N, 11° 56′ 48″ O                          | 24. Aug. 1987 (BLR-LAB 5081) | Kornkasten | KG: Aufhofen Bauparzelle: 61/1                                                 |
| BW   | Datei hochladen | Kornkasten beim Salcher ID: 14471                                                  | 46° 46′ 43″ N, 11° 55′ 55″ O                          | 24. Aug. 1987 (BLR-LAB 5081) | Kornkasten | KG: Reischach Bauparzelle: 100                                                 |
| BW   | Datei hochladen | Kornkasten beim Untermohrberg ID: 14472                                            | 46° 47′ 0″ N, 11° 56′ 12″ O                           | 24. Aug. 1987 (BLR-LAB 5081) | Kornkasten | KG: Reischach Bauparzelle: 101                                                 |
| ja   | Datei hochladen | Kröll ID: 14454                                                                    | 46° 48′ 12″ N, 11° 56′ 59″ O                          | 13. Jan. 1951 (MD)           | Ländliches Wohnhaus/Bauernhof                                                                                           | KG: Dietenheim Bauparzelle: 6/1, 6/2                                           |
| ja   | Datei hochladen | Lamprechtsburg mit Kapelle ID: 14476                                               | 46° 47′ 0″ N, 11° 57′ 53″ O                           | 24. Aug. 1987 (BLR-LAB 5081) | Burg/Schloss | KG: Reischach Bauparzelle: 119, 121                                            |
| ja   | Datei hochladen | Lechner in Luns ID: 14463                                                          | 46° 47′ 46″ N, 11° 58′ 12″ O                          | 24. Aug. 1987 (BLR-LAB 5081) | Ländliches Wohnhaus/Bauernhof                                                                                           | KG: Dietenheim Bauparzelle: 117                                                |
| ja   | Datei hochladen | Mair am Hof ID: 14457                                                              | 46° 48′ 11″ N, 11° 57′ 16″ O                          | 24. Aug. 1987 (BLR-LAB 5081) | Ansitz, heute Standort des Südtiroler Landesmuseums für Volkskunde                                                      | KG: Dietenheim Bauparzelle: 15/1, 15/2                                         |
| BW   | Datei hochladen | Mairkircher ID: 14477                                                              | 46° 46′ 52″ N, 11° 57′ 59″ O                          | 24. Aug. 1987 (BLR-LAB 5081) | Ländliches Wohnhaus/Bauernhof                                                                                           | KG: Reischach Bauparzelle: 123                                                 |
| ja   | Datei hochladen | Mariahilfkapelle in Gießbach ID: 14484                                             | 46° 49′ 15″ N, 11° 55′ 41″ O                          | 24. Aug. 1987 (BLR-LAB 5081) | Kapelle | KG: Sankt Georgen Bauparzelle: 30                                              |
| ja   | Datei hochladen | Mesner in Stegen ID: 14442                                                         | 46° 47′ 47″ N, 11° 55′ 27″ O                          | 24. Aug. 1987 (BLR-LAB 5082) | Ländliches Wohnhaus/Bauernhof                                                                                           | KG: Bruneck Bauparzelle: 471                                                   |
| BW   | Datei hochladen | Mitterhofer ID: 14340                                                              | 46° 48′ 55″ N, 11° 56′ 38″ O                          | 13. Jan. 1951 (MD)           | Ländliches Wohnhaus/Bauernhof                                                                                           | KG: Aufhofen Bauparzelle: 43                                                   |
| ja   | Datei hochladen | Moar am Graben ID: 14460                                                           | 46° 48′ 7″ N, 11° 57′ 7″ O                            | 4. Juli 1988 (BLR-LAB 4175)  | Ländliches Wohnhaus/Bauernhof                                                                                           | KG: Dietenheim Bauparzelle: 28                                                 |
| ja   | Datei hochladen | Morberg ID: 14458                                                                  | 46° 48′ 10″ N, 11° 57′ 20″ O                          | 24. Aug. 1987 (BLR-LAB 5081) | Ansitz | KG: Dietenheim Bauparzelle: 16                                                 |
| ja   | Datei hochladen | Mörl ID: 14491                                                                     | 46° 48′ 56″ N, 11° 55′ 51″ O                          | 13. Jan. 1951 (MD)           | Ländliches Wohnhaus/Bauernhof                                                                                           | KG: Sankt Georgen Bauparzelle: 65/1                                            |
| ja   | Datei hochladen | Mühle ID: 14486                                                                    | 46° 49′ 11″ N, 11° 55′ 46″ O                          | 24. Aug. 1987 (BLR-LAB 5081) | Mühle | KG: Sankt Georgen Bauparzelle: 32                                              |
| ja   | Datei hochladen | Mühle beim Garber ID: 14485                                                        | 46° 49′ 14″ N, 11° 55′ 44″ O                          | 24. Aug. 1987 (BLR-LAB 5081) | Mühle | KG: Sankt Georgen Bauparzelle: 31                                              |
| ja   | Datei hochladen | Mühlgasse 4 ID: 14421                                                              | Mühlgasse 4 46° 47′ 42″ N, 11° 56′ 37″ O              | 24. Aug. 1987 (BLR-LAB 5081) | | KG: Bruneck Bauparzelle: 186                                                   |
| ja   | Datei hochladen | Ober- und Unterpichler ID: 14464                                                   | 46° 47′ 46″ N, 11° 58′ 8″ O                           | 24. Aug. 1987 (BLR-LAB 5081) | Ländliches Wohnhaus/Bauernhof                                                                                           | KG: Dietenheim Bauparzelle: 119/1                                              |
| ja   | Datei hochladen | Oberhuber ID: 14474                                                                | 46° 46′ 43″ N, 11° 56′ 50″ O                          | 24. Aug. 1987 (BLR-LAB 5081) | Ländliches Wohnhaus/Bauernhof                                                                                           | KG: Reischach Bauparzelle: 113, 116                                            |
| ja   | Datei hochladen | Oberragen 3 ID: 14406                                                              | Oberragen 3 46° 47′ 42″ N, 11° 56′ 27″ O              | 24. Aug. 1987 (BLR-LAB 5082) | Städtisches Wohnhaus | KG: Bruneck Bauparzelle: 151, 152                                              |
| ja   | Datei hochladen | Oberragen 5 ID: 14407                                                              | Oberragen 5 46° 47′ 42″ N, 11° 56′ 28″ O              | 24. Aug. 1987 (BLR-LAB 5082) | Städtisches Wohnhaus | KG: Bruneck Bauparzelle: 153                                                   |
| ja   | Datei hochladen | Oberragen 6 ID: 14356                                                              | Oberragen 6 46° 47′ 42″ N, 11° 56′ 27″ O              | 29. Jan. 1952 (MD)           | Städtisches Wohnhaus | KG: Bruneck Bauparzelle: 25                                                    |
| ja   | Datei hochladen | Oberragen 7 ID: 14408                                                              | Oberragen 7 46° 47′ 42″ N, 11° 56′ 28″ O              | 24. Aug. 1987 (BLR-LAB 5082) | Städtisches Wohnhaus | KG: Bruneck Bauparzelle: 156                                                   |
| ja   | Datei hochladen | Oberragen 10 ID: 18043                                                             | Oberragen 10 46° 47′ 41″ N, 11° 56′ 27″ O             | 6. Nov. 1951 (MD)            | Städtisches Wohnhaus | KG: Bruneck Bauparzelle: 21/2                                                  |
| ja   | Datei hochladen | Oberragen 12 ID: 14355                                                             | Oberragen 12 46° 47′ 41″ N, 11° 56′ 28″ O             | 6. Nov. 1951 (MD)            | Städtisches Wohnhaus | KG: Bruneck Bauparzelle: 21/1                                                  |
| ja   | Datei hochladen | Oberragen 13 ID: 14409                                                             | Oberragen 13 46° 47′ 42″ N, 11° 56′ 29″ O             | 6. Nov. 1951 (MD)            | Städtisches Wohnhaus | KG: Bruneck Bauparzelle: 159/1                                                 |
| ja   | Datei hochladen | Oberragen 18 ID: 14354                                                             | Oberragen 18 46° 47′ 41″ N, 11° 56′ 29″ O             | 28. Dez. 1970 (MD)           | Städtisches Wohnhaus | KG: Bruneck Bauparzelle: 19                                                    |
| ja   | Datei hochladen | Oberragen 19 ID: 14410                                                             | Oberragen 19 46° 47′ 42″ N, 11° 56′ 30″ O             | 6. Nov. 1951 (MD)            | Städtisches Wohnhaus | KG: Bruneck Bauparzelle: 165                                                   |
| ja   | Datei hochladen | Oberragen 21 ID: 14411                                                             | Oberragen 21 46° 47′ 42″ N, 11° 56′ 31″ O             | 6. Nov. 1951 (MD)            | Städtisches Wohnhaus | KG: Bruneck Bauparzelle: 168                                                   |
| ja   | Datei hochladen | Oberragen 25 ID: 14412                                                             | Oberragen 25 46° 47′ 41″ N, 11° 56′ 32″ O             | 24. Aug. 1987 (BLR-LAB 5082) | Städtisches Wohnhaus | KG: Bruneck Bauparzelle: 171                                                   |
| ja   | Datei hochladen | Oberragen 27 ID: 14413                                                             | Oberragen 27 46° 47′ 41″ N, 11° 56′ 32″ O             | 24. Aug. 1987 (BLR-LAB 5082) | Städtisches Wohnhaus | KG: Bruneck Bauparzelle: 172                                                   |
| ja   | Datei hochladen | Oberragen 29 ID: 14414                                                             | Oberragen 29 46° 47′ 41″ N, 11° 56′ 33″ O             | 6. Nov. 1951 (MD)            | Städtisches Wohnhaus | KG: Bruneck Bauparzelle: 177                                                   |
| ja   | Datei hochladen | Oberragen 31 ID: 14417                                                             | Oberragen 31 46° 47′ 41″ N, 11° 56′ 33″ O             | 24. Aug. 1987 (BLR-LAB 5082) | Städtisches Wohnhaus | KG: Bruneck Bauparzelle: 178                                                   |
| ja   | Datei hochladen | Oberragen 33 ID: 14418                                                             | Oberragen 33 46° 47′ 41″ N, 11° 56′ 33″ O             | 6. Nov. 1951 (MD)            | Städtisches Wohnhaus | KG: Bruneck Bauparzelle: 179                                                   |
| ja   | Datei hochladen | Oberragen 41 ID: 14419                                                             | Oberragen 41 46° 47′ 41″ N, 11° 56′ 35″ O             | 24. Aug. 1987 (BLR-LAB 5082) | Städtisches Wohnhaus | KG: Bruneck Bauparzelle: 184/1                                                 |
| ja   | Datei hochladen | Palais Sternbach mit Mariensäule und Garten ID: 14353                              | 46° 47′ 41″ N, 11° 56′ 31″ O                          | 24. Aug. 1987 (BLR-LAB 5082) | Palais | KG: Bruneck Bauparzelle: 18 Grundparzelle: 26                                  |
| ja   | Datei hochladen | Pfarrkirche St. Georg mit Friedhofskapelle und Friedhof ID: 14479                  | 46° 48′ 57″ N, 11° 56′ 1″ O                           | 24. Aug. 1987 (BLR-LAB 5081) | Kirche | KG: Sankt Georgen Bauparzelle: 1, 2 Grundparzelle: 1                           |
| ja   | Datei hochladen | Pfarrkirche St. Jakob mit Friedhofskapelle und Friedhof ID: 14461                  | 46° 48′ 9″ N, 11° 57′ 1″ O                            | 24. Aug. 1987 (BLR-LAB 5081) | Kirche | KG: Dietenheim Bauparzelle: 30 Grundparzelle: 79                               |
| ja   | Datei hochladen | Pfarrkirche St. Katharina mit Friedhofskapelle und Friedhof ID: 14344              | 46° 48′ 53″ N, 11° 56′ 48″ O                          | 24. Aug. 1987 (BLR-LAB 5085) | Kirche | KG: Aufhofen Bauparzelle: 57, 58 Grundparzelle: 868                            |
| ja   | Datei hochladen | Pfarrkirche St. Nikolaus mit Friedhofskapelle und Friedhof ID: 14443               | 46° 47′ 50″ N, 11° 55′ 25″ O                          | 24. Aug. 1987 (BLR-LAB 5082) | Kirche | KG: Bruneck Bauparzelle: 473, 474 Grundparzelle: 1241                          |
| ja   | Datei hochladen | Pfarrkirche St. Peter und Paul mit Friedhof ID: 14466                              | 46° 46′ 37″ N, 11° 57′ 1″ O                           | 24. Aug. 1987 (BLR-LAB 5081) | Kirche | KG: Reischach Bauparzelle: 1 Grundparzelle: 1                                  |
| ja   | Datei hochladen | Pfarrkirche Unsere Liebe Frau mit Friedhofskapelle, Arkaden und Friedhof ID: 14348 | 46° 47′ 40″ N, 11° 56′ 35″ O                          | 24. Aug. 1987 (BLR-LAB 5082) | Kirche | KG: Bruneck Bauparzelle: 1, 2, 3, 339/1, 339/2, 4 Grundparzelle: 1             |
| ja   | Datei hochladen | Pfarrwidum ID: 14420                                                               | Oberragen 22 46° 47′ 41″ N, 11° 56′ 36″ O             | 24. Aug. 1987 (BLR-LAB 5082) | Widum/Kanonikerhaus | KG: Bruneck Bauparzelle: 185                                                   |
| BW   | Datei hochladen | Puenlander ID: 14465                                                               | 46° 47′ 12″ N, 11° 57′ 54″ O                          | 24. Aug. 1987 (BLR-LAB 5081) | Ländliches Wohnhaus/Bauernhof                                                                                           | KG: Dietenheim Bauparzelle: 121/1                                              |
| ja   | Datei hochladen | Ragenhaus ID: 14349                                                                | 46° 47′ 39″ N, 11° 56′ 35″ O                          | 24. Aug. 1987 (BLR-LAB 5082) | Städtisches Wohnhaus | KG: Bruneck Bauparzelle: 5                                                     |
| ja   | Datei hochladen | Rienztor ID: 14405                                                                 | 46° 47′ 44″ N, 11° 56′ 24″ O                          | 24. Aug. 1987 (BLR-LAB 5082) | Befestigungsanlagen | KG: Bruneck Bauparzelle: 142                                                   |
| ja   | Datei hochladen | Rochen mit Backofen und Wirtschaftsgebäude in Stegen ID: 14440                     | 46° 47′ 46″ N, 11° 55′ 30″ O                          | 24. Aug. 1987 (BLR-LAB 5082) | Ländliches Wohnhaus/Bauernhof                                                                                           | KG: Bruneck Bauparzelle: 454, 455                                              |
| ja   | Datei hochladen | Rundturm von Katharinagasse 8A–B ID: 14376                                         | Katharinagasse 8A–B 46° 47′ 41″ N, 11° 56′ 15″ O      | 24. Aug. 1987 (BLR-LAB 5082) | Städtisches Wohnhaus | KG: Bruneck Bauparzelle: 69                                                    |
| ja   | Datei hochladen | Schächer-Stöckl am Alten Weg nach Percha ID: 14446                                 | 46° 47′ 51″ N, 11° 56′ 57″ O                          | 24. Aug. 1987 (BLR-LAB 5082) | Bildstock | KG: Bruneck Bauparzelle: 748                                                   |
| ja   | Datei hochladen | Schleishaus ID: 14427                                                              | 46° 47′ 49″ N, 11° 56′ 22″ O                          | 24. Aug. 1987 (BLR-LAB 5082) | Städtisches Wohnhaus | KG: Bruneck Bauparzelle: 249/1                                                 |
| ja   | Datei hochladen | Schloss Bruneck ID: 14358                                                          | 46° 47′ 40″ N, 11° 56′ 22″ O                          | 19. Aug. 1950 (MD)           | Burg/Schloss | KG: Bruneck Bauparzelle: 27, 28/1, 28/2, 28/3 Grundparzelle: 50, 51, 52        |
| ja   | Datei hochladen | Schulgebäude beim Ursulinenkloster ID: 14381                                       | 46° 47′ 41″ N, 11° 56′ 12″ O                          | 24. Aug. 1987 (BLR-LAB 5082) | Schule | KG: Bruneck Bauparzelle: 1681, 84 Grundparzelle: 119/2                         |
| ja   | Datei hochladen | Seeböckhaus ID: 14357                                                              | Oberragen 4 46° 47′ 42″ N, 11° 56′ 26″ O              | 24. Aug. 1987 (BLR-LAB 5082) | Städtisches Wohnhaus | KG: Bruneck Bauparzelle: 26                                                    |
| ja   | Datei hochladen | Sonnegg ID: 14459                                                                  | 46° 48′ 9″ N, 11° 57′ 20″ O                           | 13. Jan. 1951 (MD)           | Ansitz | KG: Dietenheim Bauparzelle: 20                                                 |
| ja   | Datei hochladen | Sparkassengebäude ID: 14428                                                        | 46° 47′ 48″ N, 11° 56′ 19″ O                          | 24. Aug. 1987 (BLR-LAB 5082) | Verwaltungsbau | KG: Bruneck Bauparzelle: 263/1                                                 |
| ja   | Datei hochladen | Spitalkirche zum Heiligen Geist mit ehemaliger Sakristei ID: 14423                 | 46° 47′ 47″ N, 11° 56′ 25″ O                          | 24. Aug. 1987 (BLR-LAB 5082) | Kirche | KG: Bruneck Bauparzelle: 222, 223 Grundparzelle: 898                           |
| ja   | Datei hochladen | St. Katharina auf dem Rain ID: 14359                                               | 46° 47′ 43″ N, 11° 56′ 22″ O                          | 24. Aug. 1987 (BLR-LAB 5082) | Kirche | KG: Bruneck Bauparzelle: 29                                                    |
| ja   | Datei hochladen | Stadtgasse 2 ID: 14360                                                             | Stadtgasse 2 46° 47′ 43″ N, 11° 56′ 25″ O             | 24. Aug. 1987 (BLR-LAB 5082) | Städtisches Wohnhaus | KG: Bruneck Bauparzelle: 30                                                    |
| ja   | Datei hochladen | Stadtgasse 7 ID: 50286                                                             | Stadtgasse 7 46° 47′ 44″ N, 11° 56′ 25″ O             | 14. Mai 2001 (BLR-LAB 1534)  | Ländliches Wohnhaus/Bauernhof                                                                                           | KG: Bruneck Bauparzelle: 143                                                   |
| ja   | Datei hochladen | Stadtgasse 9 ID: 18188                                                             | Stadtgasse 9 46° 47′ 45″ N, 11° 56′ 24″ O             | 2. Sep. 1996 (BLR-LAB 4113)  | Städtisches Wohnhaus | KG: Bruneck Bauparzelle: 141                                                   |
| ja   | Datei hochladen | Stadtgasse 10 ID: 14361                                                            | Stadtgasse 10 46° 47′ 44″ N, 11° 56′ 24″ O            | 24. Aug. 1987 (BLR-LAB 5082) | Städtisches Wohnhaus | KG: Bruneck Bauparzelle: 36/1                                                  |
| ja   | Datei hochladen | Stadtgasse 11 ID: 50285                                                            | Stadtgasse 11 46° 47′ 45″ N, 11° 56′ 23″ O            | 27. Okt. 1992 (BLR-LAB 6529) | Städtisches Wohnhaus | KG: Bruneck Bauparzelle: 140                                                   |
| ja   | Datei hochladen | Stadtgasse 12 ID: 18233                                                            | Stadtgasse 12 46° 47′ 44″ N, 11° 56′ 23″ O            | 15. Dez. 1997 (BLR-LAB 6714) | Städtisches Wohnhaus | KG: Bruneck Bauparzelle: 37                                                    |
| ja   | Datei hochladen | Stadtgasse 13 ID: 14404                                                            | Stadtgasse 13 46° 47′ 45″ N, 11° 56′ 23″ O            | 14. Nov. 1983 (BLR-LAB 6573) | Städtisches Wohnhaus | KG: Bruneck Bauparzelle: 139                                                   |
| ja   | Datei hochladen | Stadtgasse 15 ID: 14403                                                            | Stadtgasse 15 46° 47′ 45″ N, 11° 56′ 23″ O            | 6. Nov. 1951 (MD)            | Städtisches Wohnhaus | KG: Bruneck Bauparzelle: 138                                                   |
| ja   | Datei hochladen | Stadtgasse 16 ID: 14362                                                            | Stadtgasse 16 46° 47′ 45″ N, 11° 56′ 23″ O            | 6. Nov. 1951 (MD)            | Städtisches Wohnhaus | KG: Bruneck Bauparzelle: 39                                                    |
| ja   | Datei hochladen | Stadtgasse 17 ID: 14402                                                            | Stadtgasse 17 46° 47′ 45″ N, 11° 56′ 22″ O            | 6. Nov. 1951 (MD)            | Städtisches Wohnhaus | KG: Bruneck Bauparzelle: 137                                                   |
| ja   | Datei hochladen | Stadtgasse 21 ID: 14401                                                            | Stadtgasse 21 46° 47′ 46″ N, 11° 56′ 21″ O            | 20. Juni 1951 (MD)           | Städtisches Wohnhaus | KG: Bruneck Bauparzelle: 135                                                   |
| ja   | Datei hochladen | Stadtgasse 23 ID: 14400                                                            | Stadtgasse 23 46° 47′ 46″ N, 11° 56′ 21″ O            | 20. Juni 1951 (MD)           | Städtisches Wohnhaus | KG: Bruneck Bauparzelle: 134                                                   |
| ja   | Datei hochladen | Stadtgasse 25 ID: 14399                                                            | Stadtgasse 25 46° 47′ 46″ N, 11° 56′ 21″ O            | 20. Juni 1951 (MD)           | Städtisches Wohnhaus | KG: Bruneck Bauparzelle: 133                                                   |
| ja   | Datei hochladen | Stadtgasse 26 ID: 14363                                                            | Stadtgasse 26 46° 47′ 45″ N, 11° 56′ 21″ O            | 24. Aug. 1987 (BLR-LAB 5082) | Städtisches Wohnhaus | KG: Bruneck Bauparzelle: 44                                                    |
| ja   | Datei hochladen | Stadtgasse 27 ID: 14397                                                            | Stadtgasse 27 46° 47′ 46″ N, 11° 56′ 20″ O            | 24. Aug. 1987 (BLR-LAB 5082) | Städtisches Wohnhaus | KG: Bruneck Bauparzelle: 131                                                   |
| ja   | Datei hochladen | Stadtgasse 27B ID: 14398                                                           | Stadtgasse 27B 46° 47′ 46″ N, 11° 56′ 21″ O           | 20. Juni 1951 (MD)           | Städtisches Wohnhaus | KG: Bruneck Bauparzelle: 132                                                   |
| ja   | Datei hochladen | Stadtgasse 29 ID: 14396                                                            | Stadtgasse 29 46° 47′ 46″ N, 11° 56′ 20″ O            | 20. Juni 1951 (MD)           | Städtisches Wohnhaus | KG: Bruneck Bauparzelle: 130                                                   |
| ja   | Datei hochladen | Stadtgasse 30–30A ID: 14364                                                        | Stadtgasse 30–30A 46° 47′ 45″ N, 11° 56′ 21″ O        | 4. Juli 1988 (BLR-LAB 4175)  | Städtisches Wohnhaus | KG: Bruneck Bauparzelle: 46                                                    |
| ja   | Datei hochladen | Stadtgasse 39 ID: 14395                                                            | Stadtgasse 39 46° 47′ 45″ N, 11° 56′ 18″ O            | 24. Aug. 1987 (BLR-LAB 5082) | Städtisches Wohnhaus | KG: Bruneck Bauparzelle: 124                                                   |
| ja   | Datei hochladen | Stadtgasse 40 ID: 14365                                                            | Stadtgasse 40 46° 47′ 45″ N, 11° 56′ 19″ O            | 24. Aug. 1987 (BLR-LAB 5082) | Städtisches Wohnhaus | KG: Bruneck Bauparzelle: 52                                                    |
| ja   | Datei hochladen | Stadtgasse 42 ID: 14366                                                            | Stadtgasse 42 46° 47′ 45″ N, 11° 56′ 19″ O            | 16. Juni 1986 (BLR-LAB 3122) | Städtisches Wohnhaus | KG: Bruneck Bauparzelle: 53                                                    |
| ja   | Datei hochladen | Stadtgasse 43 ID: 14388                                                            | Stadtgasse 43 46° 47′ 45″ N, 11° 56′ 17″ O            | 6. Nov. 1951 (MD)            | Städtisches Wohnhaus | KG: Bruneck Bauparzelle: 102                                                   |
| ja   | Datei hochladen | Stadtgasse 47-49-51 ID: 14387                                                      | Stadtgasse 47-49-51 46° 47′ 44″ N, 11° 56′ 15″ O      | 24. Aug. 1987 (BLR-LAB 5082) | Städtisches Wohnhaus | KG: Bruneck Bauparzelle: 100, 97, 98                                           |
| ja   | Datei hochladen | Stadtgasse 48 ID: 14369                                                            | Stadtgasse 48 46° 47′ 44″ N, 11° 56′ 17″ O            | 24. Aug. 1987 (BLR-LAB 5082) | Städtisches Wohnhaus | KG: Bruneck Bauparzelle: 56                                                    |
| ja   | Datei hochladen | Stadtgasse 53 ID: 14386                                                            | Stadtgasse 53 46° 47′ 44″ N, 11° 56′ 15″ O            | 12. Dez. 1951 (MD)           | Städtisches Wohnhaus | KG: Bruneck Bauparzelle: 96                                                    |
| ja   | Datei hochladen | Stadtgasse 54 ID: 14371                                                            | Stadtgasse 54 46° 47′ 44″ N, 11° 56′ 16″ O            | 28. Mai 1985 (BLR-LAB 2377)  | Städtisches Wohnhaus | KG: Bruneck Bauparzelle: 59                                                    |
| ja   | Datei hochladen | Stadtgasse 55 ID: 14385                                                            | Stadtgasse 55 46° 47′ 44″ N, 11° 56′ 14″ O            | 12. Dez. 1951 (MD)           | Städtisches Wohnhaus | KG: Bruneck Bauparzelle: 95                                                    |
| ja   | Datei hochladen | Stadtgasse 57 ID: 14384                                                            | Stadtgasse 57 46° 47′ 44″ N, 11° 56′ 14″ O            | 24. Aug. 1987 (BLR-LAB 5082) | Städtisches Wohnhaus | KG: Bruneck Bauparzelle: 94                                                    |
| ja   | Datei hochladen | Stadtgasse 58 ID: 14372                                                            | Stadtgasse 58 46° 47′ 44″ N, 11° 56′ 16″ O            | 24. Aug. 1987 (BLR-LAB 5082) | Städtisches Wohnhaus | KG: Bruneck Bauparzelle: 61                                                    |
| ja   | Datei hochladen | Stadtgasse 59 ID: 14383                                                            | Stadtgasse 59 46° 47′ 44″ N, 11° 56′ 14″ O            | 24. Aug. 1987 (BLR-LAB 5082) | Städtisches Wohnhaus | KG: Bruneck Bauparzelle: 93                                                    |
| ja   | Datei hochladen | Stadtgasse 63 ID: 14382                                                            | Stadtgasse 63 46° 47′ 43″ N, 11° 56′ 13″ O            | 24. Aug. 1987 (BLR-LAB 5082) | Städtisches Wohnhaus | KG: Bruneck Bauparzelle: 91/1                                                  |
| ja   | Datei hochladen | Stadtgasse 68 ID: 14380                                                            | Stadtgasse 68 46° 47′ 43″ N, 11° 56′ 14″ O            | 24. Juli 1989 (BLR-LAB 4540) | Städtisches Wohnhaus | KG: Bruneck Bauparzelle: 77                                                    |
| ja   | Datei hochladen | Stadtturm ID: 14394                                                                | 46° 47′ 47″ N, 11° 56′ 21″ O                          | 24. Aug. 1987 (BLR-LAB 5082) | Befestigungsanlagen | KG: Bruneck Bauparzelle: 119                                                   |
| ja   | Datei hochladen | Steinburg ID: 14342                                                                | 46° 48′ 54″ N, 11° 56′ 43″ O                          | 13. Jan. 1951 (MD)           | Ansitz | KG: Aufhofen Bauparzelle: 49 Grundparzelle: 1774/1, 897                        |
| ja   | Datei hochladen | Stoffelehaus ID: 14370                                                             | Stadtgasse 50 46° 47′ 44″ N, 11° 56′ 17″ O            | 20. Juni 1951 (MD)           | Städtisches Wohnhaus | KG: Bruneck Bauparzelle: 57                                                    |
| ja   | Datei hochladen | Strehlehaus ID: 14367                                                              | Stadtgasse 44 46° 47′ 45″ N, 11° 56′ 18″ O            | 6. Nov. 1951 (MD)            | Städtisches Wohnhaus | KG: Bruneck Bauparzelle: 54                                                    |
| ja   | Datei hochladen | Teißegg mit Garten ID: 14351                                                       | 46° 47′ 37″ N, 11° 56′ 35″ O                          | 3. Mai 1989 (BLR-LAB 2449)   | Ansitz | KG: Bruneck Bauparzelle: 11 Grundparzelle: 34/1, 34/2                          |
| ja   | Datei hochladen | Tonnler mit Backofen in Stegen ID: 14441                                           | 46° 47′ 47″ N, 11° 55′ 28″ O                          | 24. Aug. 1987 (BLR-LAB 5082) | Ländliches Wohnhaus/Bauernhof                                                                                           | KG: Bruneck Bauparzelle: 1865, 467, 468                                        |
| BW   | Datei hochladen | Überschlagwehr in der Ahr ID: 50614                                                | 46° 49′ 19″ N, 11° 56′ 10″ O                          | 24. Apr. 2018 (BLR-LAB 386)  | zwei im Bachbett der Ahr zwischen St. Georgen und Gais angelegte Dammsperren aus der ersten Hälfte des 20. Jahrhunderts | KG: Sankt Georgen Grundparzelle: 1059/1                                        |
| ja   | Datei hochladen | Unterhuber ID: 14473                                                               | 46° 46′ 43″ N, 11° 56′ 50″ O                          | 24. Aug. 1987 (BLR-LAB 5081) | Ländliches Wohnhaus/Bauernhof                                                                                           | KG: Reischach Bauparzelle: 112                                                 |
| ja   | Datei hochladen | Unterrainertor ID: 18044                                                           | 46° 47′ 43″ N, 11° 56′ 25″ O                          | 24. Aug. 1987 (BLR-LAB 5082) | Befestigungsanlagen | KG: Bruneck Bauparzelle: 31                                                    |
| ja   | Datei hochladen | Ursulinenkirche zum Heiligen Erlöser, Kloster und Garten ID: 18047                 | 46° 47′ 42″ N, 11° 56′ 11″ O                          | 24. Aug. 1987 (BLR-LAB 5082) | Kirche | KG: Bruneck Bauparzelle: 87, 88, 89 Grundparzelle: 131, 132                    |
| ja   | Datei hochladen | Ursulinentor ID: 18046                                                             | 46° 47′ 42″ N, 11° 56′ 12″ O                          | 24. Aug. 1987 (BLR-LAB 5082) | Befestigungsanlagen | KG: Bruneck Bauparzelle: 86/2                                                  |
| ja   | Datei hochladen | Vierzehn-Nothelfer-Kapelle am Weg nach St. Georgen-Aufhofen ID: 14347              | 46° 49′ 2″ N, 11° 56′ 32″ O                           | 24. Aug. 1987 (BLR-LAB 5081) | Kapelle | KG: Aufhofen Grundparzelle: 1759                                               |
| ja   | Datei hochladen | Villa Franzelin mit Park ID: 14439                                                 | 46° 47′ 37″ N, 11° 55′ 51″ O                          | 24. Aug. 1987 (BLR-LAB 5082) | Villa/Sommerfrischhaus                                                                                                  | KG: Bruneck Bauparzelle: 420 Grundparzelle: 545/2, 560/1, 560/2                |
| ja   | Datei hochladen | Villa Harrasser mit Garten ID: 14433                                               | Michael-Pacher-Straße 1 46° 47′ 42″ N, 11° 56′ 7″ O   | 24. Aug. 1987 (BLR-LAB 5082) | Villa/Sommerfrischhaus                                                                                                  | KG: Bruneck Bauparzelle: 320/1 Grundparzelle: 565/2                            |
| ja   | Datei hochladen | Villa Marienhof mit Garten ID: 50291                                               | 46° 48′ 2″ N, 11° 56′ 16″ O                           | 25. Jan. 1993 (BLR-LAB 281)  | Villa/Sommerfrischhaus                                                                                                  | KG: Bruneck Bauparzelle: 407/1 Grundparzelle: 475/2, 479/13                    |
| ja   | Datei hochladen | Villa Moessmer mit Garten ID: 14434                                                | 46° 47′ 34″ N, 11° 56′ 57″ O                          | 24. Aug. 1987 (BLR-LAB 5082) | Villa/Sommerfrischhaus                                                                                                  | KG: Bruneck Bauparzelle: 330 Grundparzelle: 325                                |
| ja   | Datei hochladen | Villa Rabensteiner mit Garten ID: 14438                                            | Bruder-Willram-Straße 18 46° 47′ 44″ N, 11° 56′ 38″ O | 24. Aug. 1987 (BLR-LAB 5082) | Villa/Sommerfrischhaus                                                                                                  | KG: Bruneck Bauparzelle: 388 Grundparzelle: 293/1                              |
| ja   | Datei hochladen | Villa Santer ID: 14436                                                             | 46° 47′ 33″ N, 11° 56′ 48″ O                          | 24. Aug. 1987 (BLR-LAB 5082) | Villa/Sommerfrischhaus                                                                                                  | KG: Bruneck Bauparzelle: 354 Grundparzelle: 1002                               |
| ja   | Datei hochladen | Villa Walde mit Garten in Außerragen ID: 50611                                     | 46° 47′ 40″ N, 11° 56′ 55″ O                          | 27. März 2018 (BLR-LAB 284)  | 1950 von Alfons Walde erbaute Villa                                                                                     | KG: Bruneck Bauparzelle: 638, 1523                                             |
| ja   | Datei hochladen | Villa Walsthöny mit Garten ID: 14435                                               | 46° 47′ 41″ N, 11° 56′ 5″ O                           | 24. Aug. 1987 (BLR-LAB 5082) | Villa/Sommerfrischhaus                                                                                                  | KG: Bruneck Bauparzelle: 338 Grundparzelle: 565/3                              |
| ja   | Datei hochladen | Vintler mit Garten ID: 14352                                                       | 46° 47′ 40″ N, 11° 56′ 29″ O                          | 20. Juni 1951 (MD)           | Ansitz | KG: Bruneck Bauparzelle: 15/1 Grundparzelle: 39, 40                            |
| ja   | Datei hochladen | Walsermair ID: 14482                                                               | 46° 48′ 59″ N, 11° 56′ 5″ O                           | 13. Jan. 1951 (MD)           | Ländliches Wohnhaus/Bauernhof                                                                                           | KG: Sankt Georgen Bauparzelle: 6                                               |
| BW   | Datei hochladen | Weber ID: 14462                                                                    | 46° 47′ 47″ N, 11° 58′ 12″ O                          | 24. Aug. 1987 (BLR-LAB 5081) | Ansitz | KG: Dietenheim Bauparzelle: 116/1                                              |
| ja   | Datei hochladen | Widum ID: 14341                                                                    | 46° 48′ 55″ N, 11° 56′ 43″ O                          | 24. Aug. 1987 (BLR-LAB 5081) | Widum/Kanonikerhaus | KG: Aufhofen Bauparzelle: 47                                                   |
| BW   | Datei hochladen | Winkler ID: 50518                                                                  | 46° 48′ 54″ N, 11° 56′ 48″ O                          | 23. März 2009 (BLR-LAB 832)  | Ländliches Wohnhaus/Bauernhof                                                                                           | KG: Aufhofen Bauparzelle: 60                                                   |
| ja   | Datei hochladen | Zimmerhäusler ID: 14456                                                            | 46° 48′ 11″ N, 11° 57′ 13″ O                          | 24. Aug. 1987 (BLR-LAB 5081) | Ländliches Wohnhaus/Bauernhof                                                                                           | KG: Dietenheim Bauparzelle: 13                                                 |
| ja   | Datei hochladen | Zwei Gartenhäuser der Villa Sonnwend (Ex Villa Mahl) ID: 50473                     | 46° 48′ 17″ N, 11° 57′ 0″ O                           | 28. Jan. 2008 (BLR-LAB 206)  | Villa/Sommerfrischhaus                                                                                                  | KG: Dietenheim Bauparzelle: 150                                                |

Falls bei einem Baudenkmal keine Koordinaten bekannt sind, werden ersatzweise die Katasterdaten zum Zeitpunkt der Unterschutzstellung angegeben. Diese sind weder offiziell noch zwingend aktuell.
Die vom Landesdenkmalamt übernommenen Adressen können veraltet sein.
| Foto:   | Fotografie des Denkmals. Klicken des Fotos erzeugt eine vergrößerte Ansicht. Daneben finden sich zwei Symbole: |
| ID      | Identifikator beim Südtiroler Landesdenkmalamt                                                                 |
| KG      | Katastralgemeinde                                                                                              |
| MD      | Ministerialdekret                                                                                              |
| BLR-LAB | Beschluss der Landesregierung – Landesausschussbeschluss                                                       |